# ملکه فابیولای بلژیک

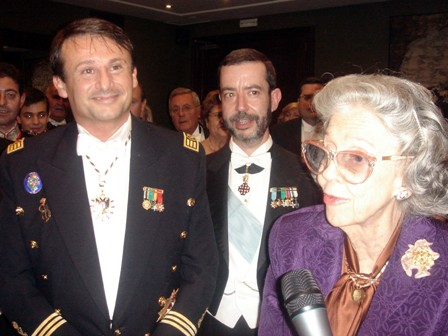

ملکه فابیولا بلژیک (انگلیسی: Queen Fabiola of Belgium با نام کامل فابیولا فرناندا ماریا د لاس ویکتوریاس آنتونیا آدلایدا (به اسپانیایی: Fabiola Fernanda María de las Victorias Antonia Adelaida)؛ ۱۱ ژوئن ۱۹۲۸ – ۵ دسامبر ۲۰۱۴) ملکه پیشین کشور بلژیک بود.

## زندگی‌نامه
دونا فابیولا در ۱۱ ژوئن ۱۹۲۸ در یک خانواده اشرافی در مادرید اسپانیا متولد شد. او در دسامبر ۱۹۶۰ با پادشاه بودوئن ازدواج کرد و تا سال ۱۹۹۳ و فوت ناگهانی همسرش، ملکه بلژیک بود. فابیولا کاتولیک بود. وی در سال ۲۰۱۳، با انتقادهای زیادی مواجه شد؛ به این دلیل که برای عدم پرداخت مالیات، از طریق یک «بنیاد خصوصی» در اسپانیا املاکی را به بستگانش منتقل کرده بود.
او در سال‌های اخیر از آرتروز رنج می‌برد و پس از ابتلا به عفونت ریه در سال ۲۰۰۹ میلادی، هیچگاه از نظر سلامت بهبود کامل نیافت. ملکه فابیولا در ۵ دسامبر ۲۰۱۴ در سن ۸۶ سالگی در کاخ ستویونبرگ، بروکسل درگذشت.